# Zorkovac
Zorkovac is een plaats in de gemeente Ozalj in de Kroatische provincie Karlovac. De plaats telt 228 inwoners (2001).